# Nationalfonoteket
Nationalfonoteket var en institution vid Kungliga biblioteket i Stockholm som inrättades efter fransk modell 1958 på initiativ av riksbibliotekarien Uno Willers. Arkivet byggdes till en början upp av frivilliga leveranser av skilda typer av ljuddokument. Genom insamlingsverksamheten lyckades man i stort sett samla allt material producerat före 1955. Nationalfonoteket gick 1979 upp i Arkivet för ljud och bild.

## Publicerade kataloger och diskografier
- Katalog. Stockholm: Kungl. biblioteket. 1962-1963. Libris 716811
- Kungl. biblioteket. Nationalfonoteket (1962). Nominalkatalog över dokumentärmaterial. Katalog / Nationalfonoteket, Kungliga biblioteket, 99-0734524-5 ; 1. Stockholm: Kungl. biblioteket. Libris 716813
- Kungl. biblioteket. Nationalfonoteket (1963). Nominalkatalog över dokumentärmaterial. Supplement 1. Katalog / Nationalfonoteket, Kungliga biblioteket, 99-0734524-5 ; 2. Stockholm: Kungl. biblioteket. Libris 716814
- Kungl. biblioteket. Nationalfonoteket (1964). Nominalkatalog över dokumentärmaterial. Supplement 2. Stockholm: Kungl. biblioteket. Libris 716815
- Kungl. biblioteket. Nationalfonoteket (1965). Nominalkatalog över dokumentärmaterial. Supplement 3. Stockholm: Kungl. biblioteket. Libris 716816
- Nationalfonotekets diskografier.. Stockholm: Kungl. bibl. 1967-1978. Libris 3763047